# Òliba tenebrosa
L'òliba tenebrosa (Tyto tenebricosa) és un ocell rapinyaire nocturn de la família dels titònids (Tytonidae). Habita boscos humits de Nova Guinea, i est d'Austràlia. El seu estat de conservació es considera de risc mínim.

## Taxonomia
El Congrés Ornitològic Internacional actualment reconeix dues subespècies:
- Tyto tenebricosa arfaki (Schlegel, 1879), de Nova Guinea i Yapen.
- Tyto tenebricosa tenebricosa (Gould, 1845), de l'est i sud-est d'Austràlia.

Anteriorment se'n reconeixia una tercera: Tyto tenebricosa multipunctata (Mathews, 1912), del nord–est d'Austràlia. Però actualment es considera que aquest tàxon constitueix espècie de ple dret: l'òliba cendrosa (Tyto multipunctata).